# 三長棘赤鯛
三長棘赤鯛為輻鰭魚綱鱸形目鱸亞目鯛科的其中一種，分布於東大西洋區，從葡萄牙至安哥拉海域，棲息深度可達170公尺，體長可達80公分，棲息在岩石底質海域，屬肉食性，以頭足類、魚類、軟體動物等為食，可做為食用魚、觀賞魚及遊釣魚。